# Transylvania Open 2025 - Qualificazioni singolare
Le qualificazioni del singolare del Transylvania Open 2025 sono un torneo di tennis preliminare per accedere alla fase finale della manifestazione disputate il 1 e 2 febbraio 2025. I vincitori dell'ultimo turno sono entrati di diritto nel tabellone principale. In caso di ritiro di uno o più giocatori aventi diritto a questi sono subentrati i Lucky loser, ossia i giocatori che hanno perso nell'ultimo turno ma che avevano una classifica più alta rispetto agli altri partecipanti che avevano comunque perso nel turno finale.

## Teste di serie
1. Anna Bondár (qualificata)
2. Sara Sorribes Tormo (qualificata)
3. Anca Todoni (ultimo turno)
4. Viktorija Golubic (spostata nel tabellone principale)
5. Marina Stakusic (qualificata)
6. Maja Chwalińska (ultimo turno)

1. Jessika Ponchet (primo turno)
2. Darija Snihur (qualificata)
3. Dalma Gálfi (primo turno)
4. Anastasija Zacharova (ultimo turno)
5. Ella Seidel (qualificata)
6. Aljaksandra Sasnovič (ultimo turno, lucky loser)

## Qualificate
1. Anna Bondár
2. Sara Sorribes Tormo
3. Darija Snihur

1. Francesca Jones
2. Marina Stakusic
3. Ella Seidel

### Lucky loser
1. Aljaksandra Sasnovič

## Tabellone

### Legenda
| - Q = Qualificato - WC = Wild card - LL = Lucky loser | - ALT = Alternate - SE = Special Exempt - PR = Protected Ranking | - w/o = Walkover - r = Ritirato - d = Squalificato |

### Sezione 1
|  | Primo turno | Primo turno          | Primo turno          | Primo turno | Primo turno |  |  | Ultimo turno | Ultimo turno         | Ultimo turno         | Ultimo turno | Ultimo turno |  |
|  |             |                      |                      |             |             |  |  |              |                      |                      |              |              |  |
|  | 1           | Anna Bondár          | Anna Bondár          | 6           | 7           |  |  |              |                      |                      |              |              |  |
|  |             | Leyre Romero Gormaz  | Leyre Romero Gormaz  | 4           | 64          |  |  | 1            | Anna Bondár          | Anna Bondár          | 6            | 6            |  |
|  |             | Barbora Palicová     | Barbora Palicová     | 3           | 4           |  |  | 10           | Anastasija Zacharova | Anastasija Zacharova | 4            | 2            |  |
|  | 10          | Anastasija Zacharova | Anastasija Zacharova | 6           | 6           |  |  |              |                      |                      |              |              |  |

### Sezione 2
|  | Primo turno | Primo turno          | Primo turno          | Primo turno | Primo turno |  |  | Ultimo turno | Ultimo turno         | Ultimo turno         | Ultimo turno | Ultimo turno |  |
|  |             |                      |                      |             |             |  |  |              |                      |                      |              |              |  |
|  | 2           | Sara Sorribes Tormo  | Sara Sorribes Tormo  | 6           | 6           |  |  |              |                      |                      |              |              |  |
|  | WC          | Maria Sara Popa      | Maria Sara Popa      | 0           | 3           |  |  | 2            | Sara Sorribes Tormo  | Sara Sorribes Tormo  | 6            | 7            |  |
|  |             | Miriam Bulgaru       | Miriam Bulgaru       | 3           | 4           |  |  | 12           | Aljaksandra Sasnovič | Aljaksandra Sasnovič | 4            | 5            |  |
|  | 12          | Aljaksandra Sasnovič | Aljaksandra Sasnovič | 6           | 6           |  |  |              |                      |                      |              |              |  |

### Sezione 3
|  | Primo turno | Primo turno     | Primo turno     | Primo turno | Primo turno |  |  | Ultimo turno | Ultimo turno  | Ultimo turno  | Ultimo turno | Ultimo turno |  |
|  |             |                 |                 |             |             |  |  |              |               |               |              |              |  |
|  | 3           | Anca Todoni     | 7               | 4           | 7           |  |  |              |               |               |              |              |  |
|  |             | Rebeka Masarova | 67              | 6           | 5           |  |  | 3            | Anca Todoni   | Anca Todoni   | 63           | 4            |  |
|  |             | Susan Bandecchi | Susan Bandecchi | 2           | 0           |  |  | 8            | Darija Snihur | Darija Snihur | 7            | 6            |  |
|  | 8           | Darija Snihur   | Darija Snihur   | 6           | 6           |  |  |              |               |               |              |              |  |

### Sezione 4
|  | Primo turno | Primo turno     | Primo turno  | Primo turno | Primo turno |  |  | Ultimo turno | Ultimo turno    | Ultimo turno    | Ultimo turno | Ultimo turno |  |
|  |             |                 |              |             |             |  |  |              |                 |                 |              |              |  |
|  | Alt         | Hina Inoue      | Hina Inoue   | 6           | 6           |  |  |              |                 |                 |              |              |  |
|  | WC          | Briana Szabó    | Briana Szabó | 1           | 2           |  |  | Alt          | Hina Inoue      | Hina Inoue      | 4            | 3            |  |
|  |             | Francesca Jones | 1            | 7           | 6           |  |  |              | Francesca Jones | Francesca Jones | 6            | 6            |  |
|  | 9           | Dalma Gálfi     | 6            | 62          | 3           |  |  |              |                 |                 |              |              |  |

### Sezione 5
|  | Primo turno | Primo turno      | Primo turno      | Primo turno | Primo turno |  |  | Ultimo turno | Ultimo turno     | Ultimo turno     | Ultimo turno | Ultimo turno |  |
|  |             |                  |                  |             |             |  |  |              |                  |                  |              |              |  |
|  | 5           | Marina Stakusic  | Marina Stakusic  | 7           | 6           |  |  |              |                  |                  |              |              |  |
|  | WC          | Georgia Crăciun  | Georgia Crăciun  | 68          | 3           |  |  | 5            | Marina Stakusic  | Marina Stakusic  | 6            | 7            |  |
|  |             | Tamara Korpatsch | Tamara Korpatsch | 6           | 6           |  |  |              | Tamara Korpatsch | Tamara Korpatsch | 2            | 5            |  |
|  | 7           | Jessika Ponchet  | Jessika Ponchet  | 3           | 4           |  |  |              |                  |                  |              |              |  |

### Sezione 6
|  | Primo turno | Primo turno      | Primo turno      | Primo turno | Primo turno |  |  | Ultimo turno | Ultimo turno    | Ultimo turno    | Ultimo turno | Ultimo turno |  |
|  |             |                  |                  |             |             |  |  |              |                 |                 |              |              |  |
|  | 6           | Maja Chwalińska  | Maja Chwalińska  | 6           | 6           |  |  |              |                 |                 |              |              |  |
|  | WC          | Ilinca Amariei   | Ilinca Amariei   | 1           | 1           |  |  | 6            | Maja Chwalińska | Maja Chwalińska | 4            | 62           |  |
|  |             | Lola Radivojević | Lola Radivojević | 1           | 2           |  |  | 11           | Ella Seidel     | Ella Seidel     | 6            | 7            |  |
|  | 11          | Ella Seidel      | Ella Seidel      | 6           | 6           |  |  |              |                 |                 |              |              |  |